# Nueva Zelanda en los Juegos Paralímpicos de Atlanta 1996
Nueva Zelanda estuvo representada en los Juegos Paralímpicos de Atlanta 1996 por un total de 34 deportistas, 28 hombres y seis mujeres.

## Medallistas
El equipo paralímpico neozelandés obtuvo las siguientes medallas:
| Nombre            | Deporte   | Evento                      |
| ----------------- | --------- | --------------------------- |
| Oro               |           |                             |
| Cristeen Smith    | Atletismo | 200 m T51 femenino          |
| Peter Martin      | Atletismo | Peso F52 masculino          |
| Jennifer Newstead | Natación  | 100 m braza SB4 femenino    |
| Jennifer Newstead | Natación  | 100 m espalda S6 femenino   |
| Jennifer Newstead | Natación  | 200 m libre S6 femenino     |
| Duane Kale        | Natación  | 50 m mariposa S6 masculino  |
| Duane Kale        | Natación  | 100 m libre S6 masculino    |
| Duane Kale        | Natación  | 200 m libre S6 masculino    |
| Duane Kale        | Natación  | 200 m estilos SM6 masculino |
| Plata             |           |                             |
| Cristeen Smith    | Atletismo | 800 m T51 femenino          |
| David MacCalman   | Atletismo | Jabalina F51 masculino      |
| Peter Martin      | Atletismo | Jabalina F52 masculino      |
| Jennifer Newstead | Natación  | 200 m estilos SM5 femenino  |
| Duane Kale        | Natación  | 50 m libre S6 masculino     |
| Aaron Bidois      | Natación  | 100 m braza SB6 masculino   |
| Bronce            |           |                             |
| Jeferey Muralt    | Atletismo | 400 m T53 masculino         |
| Jennifer Newstead | Natación  | 100 m libre S6 femenino     |
| Duane Kale        | Natación  | 100 m espalda S6 masculino  |